# Nezha Biduan
Nezha Biduan (Marruecos, 18 de septiembre de 1969) es una atleta marroquí, especialista en la prueba de 400 m vallas, en la que ha logrado ser campeona mundial en 1997 y en 2001.

## Carrera deportiva
En el Mundial de Atenas 1997 ganó la medalla de oro en 400 m vallas, llegando a la meta por delante de jamaicana Deon Hemmings y la estadounidense Kim Batten.
Cuatro años más tarde, en el Mundial de Edmonton 2001 volvió a ganar la medalla de oro en la misma prueba, por delante de la rusa Yuliya Pechonkina y la cubana Daimi Pernia.